# 川島有貴
川島 有貴（かわしま ゆき、1993年8月14日 - ）は、IBC岩手放送のアナウンサー。

## 来歴
神奈川県横浜市出身。聖心女子大学歴史社会学科（人間関係専攻）卒業。
2016年4月にIBC岩手放送に入社し、同期の清水康志、長谷川拳杜とともに同局のアナウンサーになる。

## 担当番組

### テレビ番組
- わが町バンザイ（2016年4月 - ）
- じゃじゃじゃTV
- 金曜情報館（2017年4月 - 2021年3月[4]） - レギュラー出演以前にも、風見好栄の代役などで出演していた。
- 暮らしを守る情報最前線

### ラジオ番組
- イチロクSTUDIO（2016年10月 - 2017年3月）
- アンダーエイジの気分は爽快！シャキッとラジオ（2017年4月 - 2018年3月）
  - アンダーエイジの気分は爽快！シャキッとラジオDX[5]（2019年4月 - 2021年3月）
- 農作業メモ
- 川島有貴のRock This Town（2019年4月 - 2021年3月）
- ゲツキンライブ1745（2020年4月 - ）
- 局名告知（クロージングアナウンス担当）
- ワイドステーション（2021年4月 - ）
- ラジオで、キミと大好きなアニメやまんがについて語ってみた。（2021年4月 - ）